# Matthias Söllner
Matthias Söllner (* 9. April 1985 in Hof) ist ein deutscher Universitätsprofessor für Wirtschaftsinformatik. Er leitet das Fachgebiet Wirtschaftsinformatik und Systementwicklung (WISE) und ist zudem Direktor am Wissenschaftlichen Zentrum für Informationstechnik-Gestaltung (ITeG) der Universität Kassel.

## Leben
Matthias Söllner absolvierte sein Abitur 2004 am Walter-Gropius-Gymnasium Selb und studierte anschließend bis 2008 Betriebswirtschaftslehre an der Universität Bayreuth. Seine Diplomarbeit entstand am Lehrstuhl für Wirtschaftsinformatik von Torsten Eymann, wo er auch als Tutor tätig war. Danach war er von 2008 bis 2013 wissenschaftlicher Mitarbeiter bei Jan Marco Leimeister am Fachgebiet Wirtschaftsinformatik der Universität Kassel und promovierte dort zur vertrauenswürdigen Gestaltung ubiquitärer Informationssysteme. Von 2014 bis 2019 war Söllner zunächst als PostDoc und seit 2017 als Assistenzprofessor am Institut für Wirtschaftsinformatik (IWI-HSG) der Universität St. Gallen tätig. Er habilitierte sich im Jahr 2018 mit einer kumulativen Arbeit zu digitalen Innovationen in der universitärer Lehre sowie der betrieblichen Aus- und Weiterbildung. Für seine kumulative Habilitationsschrift war er als Vertreter der Wissenschaftlichen Kommission Wirtschaftsinformatik (WKWI) auf der Shortlist für den Nachwuchspreis des Verbands der Hochschullehrer für Betriebswirtschaft e.V. (VHB) vertreten.
2018 trat Söllner die Vertretung des Fachgebiets Wirtschaftsinformatik und Systementwicklung der Universität Kassel an und wurde 2019 als neuer Leiter dieses Fachgebiets berufen. Er ist Mitglied des Fachbereichs Wirtschaftswissenschaften, Zweitmitglied im Fachbereich Elektrotechnik/Informatik und Direktor am Wissenschaftlichen Zentrum für Informationstechnik-Gestaltung (ITeG).

## Forschung und Lehre
Söllners Forschungsschwerpunkte liegen in den Bereichen der vertrauens- und akzeptanzförderlichen Gestaltung von Informationssystemen, digitalen Lehr-Lerninnovationen und Hybrid Intelligence. Seine Forschung wurde bzw. wird von der DFG, mehreren Bundesministerien, Partnern aus der Industrie sowie den Universitäten, an denen er tätig war, gefördert. Forschungsaufenthalte führten ihn unter anderem an die Temple University und die Universität Luzern.
Söllner war Review Coordinator der International Conference on Information Systems (ICIS) und half bei der Organisation der Internationalen Konferenz Wirtschaftsinformatik (WI) 2017 in St. Gallen. Er ist seit 2020 Associate Editor des European Journal of Information Systems (EJIS) und leitete die WI-Tracks „Digital Education and Knowledge Management“ (2020) sowie „Digital Education & Capabilities“ (2021). Seit 2019 ist er einer der Leiter des Minitrack „Collaboration with Cognitive Assistants and AI“ auf der Hawaii International Conference on System Sciences (HICSS).

## Auszeichnungen (Auswahl)
- 2014: Wissenschaftspreis 2013/2014 des Fachbereichs Wirtschaftswissenschaften der Universität Kassel für seine Dissertation[11]
- 2017: Outstanding Associate Editor Award der OCIS Division der Academy of Management[12]

- 2020: Early Career Award der Association for Information Systems[13]
- 2020: Global Forum Best Paper Award der MED Division der Academy of Management[14]
- 2020: Honourable Mention Award der ACM CHI 2020[15]
- 2021: Honourable Mention Award der ACM CHI 2021[16]
- 2021: Shortlisted für den Best Paper of 2020 Award der Zeitschrift Academy of Management Learning & Education[17]